# Enzimas antioxidantes
Reações de oxirredução são fundamentais para a manutenção das formas de vida já conhecidas, tendo, por exemplo, uma importante participação na obtenção de energia pela via glicolítica. Reações de oxirredução podem ocasionar a geração de espécies radicalares que podem causar estragos na célula e até mesmo a morte desta.
Células aeróbicas estão sujeitas à contínua exposição a espécies reativas de oxigênio, derivadas principalmente do “escape” de elétrons da cadeia mitocondrial de transporte de elétrons.  Por isso, formas de se aniquilar tais espécies reativas são fundamentais para a manutenção da integridade celular. Essa aniquilação pode ocorrer por processos enzimáticos e não enzimáticos. A seguir, estão apresentadas algumas das enzimas que participam dos processos enzimáticos antioxidantes.

## Superóxido dismutase
A superóxido dismutase (SOD) é uma enzima que catalisa a dismutação do ânion radicalar superóxido em oxigênio molecular e peróxido de hidrogênio,  como apresentado abaixo:
2 O2- + 2 H+ → O2 + H2O2
SOD é uma metaloproteína que possui isoformas que diferem tanto na composição quanto na localização celular. Uma das isoformas contém cobre e zinco, estando presente no citoplasma de células eucarióticas e no espaço intermembranas mitocondrial. Outras isoformas contém manganês ou ferro, estando presentes na matriz mitocondrial e em na maior parte dos procariotos.
Alterações no funcionamento da superóxido dismutase já foram relacionadas com diversas doenças degenerativas, tais como esclerose lateral amiotrófica, mal de Parkinson e Alzheimer.

## Catalase
A catalase é uma hemoproteína que catalisa a decomposição de peróxido de hidrogênio a oxigênio e água, como representado abaixo:
H2O2 → 1/2 O2 + H2O
Esta enzima contém quatro subunidades e cada uma possui um átomo de ferro III em seu sítio ativo. Este átomo está relativamente bem protegido contra reações com outras espécies, por estar enterrado num canal formado por resíduos hidrofóbicos  no qual o trânsito de H2O2 para seu interior é facilitado, enquanto o trânsito das moléculas de água para o meio externo é favorecido devido ao microambiente hidrofóbico no qual esta molécula é formada.
A catalase, em animais, está presente em todos os tecidos e pode ser encontrada em grandes concentrações no fígado. Uma organela celular com altas concentrações de catalase é o peroxissomo, envolvido na degradação de cadeias longas de ácidos graxos, entre outros.
Mutações no gene que codifica a catalase já foram associadas  a diabetes mellitus, hipertensão e vitiligo.

## Glutationa peroxidase
Enzimas do tipo peroxidase removem espécies reativas utilizando-as na oxidação de outros substratos. A glutationa peroxidase oxida a glutationa reduzida (GSH), um tripeptídeo, na redução acoplada de H2O2 a H2O, como representado abaixo. Esta enzima também pode atuar na redução de hidroperóxidos de ácidos graxos.
H2O2 + 2GSH → GSSG + 2 H2O
As diferentes isoformas da glutationa peroxidase possuem em comum um átomo de selênio na forma de selenocisteína em seu sítio ativo, podendo ser compostas por quatro subunidades protéicas ou apenas uma. Tipos distintos desta enzima possuem uma ampla distribuição em tecidos animais, sendo encontrados, entre outros no citosol, em fluidos extracelulares, como leite e fluidos pulmonares, e em células que revestem o trato gastrointestinal.
Alguns estudos relacionam baixos níveis de glutationa peroxidase com maiores riscos cardiovasculares em casos de arterosclerose e problemas nas artérias coronárias. 

## Glutationa redutase
Para a manutenção de um nível basal de GSH no organismo, a conversão de glutationa oxidada (GSSG) a GSH é catalisada pela enzima glutationa redutase, como esquematizado abaixo.
GSSG + NADPH + H+ → 2GSH + NADP+
O NADPH consumido na reação acima é suprido principalmente pela via das pentoses fosfato.
As diferentes enzimas desta classe são formadas por duas subunidades, cada qual possuindo uma flavina adenina dinucleotídeo (FAD) em seu sítio ativo.

## Peroxirredoxina
Peroxirredoxinas são tiol-proteínas com atividade antioxidante frente a variados substratos, tais como peróxido de hidrogênio, peroxinitrito e hidroperóxidos orgânicos. A reação catalisada por esta enzima está apresentada no esquema abaixo2, onde R’-O-OH é a espécie a ser reduzida e RSH é uma espécie doadora de elétrons.
R’-O-OH + 2 RSH → R’-OH + H2O + RSSR
Sua atividade catalítica é regulada por fosforilação e centrada em um resíduo de cisteína ativado para reações do tipo redox (-SH). A reação ocorre em dois passos: o substrato é atacado pelo enxofre da cisteína, que se oxida a ácido sulfênico (-SOH), e esse resíduo é posteriormente regenerado. 
As peroxirredoxinas podem ainda ter suas cisteínas catalíticas oxidadas irreversivelmente a ácido sulfínico (-SO2H) e sulfônico (-SO3H), fato relevante fisiologicamente, pois a razão entre este tipo de enzima nas formas ativada e inativada tem um papel importante na sinalização de apoptose celular. Além disso, esta enzima é um importante sinalizador redox celular.